# Arefu
Arefu là một xã thuộc hạt Argeș, România. Dân số thời điểm năm 2002 là 2786 người.